# Liste der Gemeinden in der Provinz Nordwest

Die Provinz Nordwest mit Distrikten und Gemeinden (Stand 2016)

Die Liste der Gemeinden in der Provinz Nordwest führt alle Gemeinden (Local Municipalities) in der südafrikanischen Provinz Nordwest (North West) auf.
Nordwest ist in vier Distrikte (District Municipalities) mit insgesamt 18 (bis 2016: 19) Gemeinden eingeteilt. 

## Legende
- Gemeinde: Name der Gemeinde
- Voller Name: Offizielle Bezeichnung der Gemeinde
- Code: Code der Gemeinde (Municipal Code)
- Sitz: Verwaltungssitz der Gemeinde
- Einwohner (Zensus): Anzahl der Einwohner der Gemeinde nach der Volkszählung aus dem Jahr 2001
- Einwohner (Zensus): Anzahl der Einwohner der Gemeinde nach der Volkszählung aus dem Jahr 2011
- Fläche: Fläche der Gemeinde (Stand 2011)
- Distrikt: Distrikt, zu dem die Gemeinde gehört

## Liste
| Gemeinde             | Voller Name                            | Code  | Sitz             | Einwohner Zensus 2001 | Einwohner Zensus 2011 | Fläche (km²) | Distrikt                  |
| -------------------- | -------------------------------------- | ----- | ---------------- | --------------------- | --------------------- | ------------ | ------------------------- |
| Moretele             | Moretele Local Municipality            | NW371 | Makapanstad      | 181.033               | 186.947               | 1.379        | Bojanala Platinum         |
| Madibeng             | Local Municipality of Madibeng         | NW372 | Brits            | 346.675               | 477.381               | 3.839        | Bojanala Platinum         |
| Rustenburg           | Rustenburg Local Municipality          | NW373 | Rustenburg       | 387.096               | 549.575               | 3.423        | Bojanala Platinum         |
| Kgetlengrivier       | Kgetlengrivier Local Municipality      | NW374 | Koster           | 36.477                | 51.049                | 3.973        | Bojanala Platinum         |
| Moses Kotane         | Moses Kotane Local Municipality        | NW375 | Mogwase          | 237.175               | 242.554               | 5.719        | Bojanala Platinum         |
| Ratlou               | Ratlou Local Municipality              | NW381 | Setlagole        | 104.324               | 107.339               | 4.884        | Ngaka Modiri Molema       |
| Tswaing              | Tswaing Local Municipality             | NW382 | Delareyville     | 114.155               | 124.218               | 5.966        | Ngaka Modiri Molema       |
| Mahikeng             | Mahikeng Local Municipality            | NW383 | Mmabatho         | 259.478               | 291.527               | 3.698        | Ngaka Modiri Molema       |
| Ditsobotla           | Ditsobotla Local Municipality          | NW384 | Lichtenburg      | 147.599               | 168.902               | 6.465        | Ngaka Modiri Molema       |
| Ramotshere Moiloa    | Ramotshere Moiloa Local Municipality   | NW385 | Zeerust          | 137.443               | 150.713               | 7.193        | Ngaka Modiri Molema       |
| Naledi               | Naledi Local Municipality              | NW392 | Vryburg          | 58.109                | 66.781                | 6.941        | Dr Ruth Segomotsi Mompati |
| Mamusa               | Mamusa Local Municipality              | NW393 | Schweizer-Reneke | 48.366                | 60.355                | 3.615        | Dr Ruth Segomotsi Mompati |
| Greater Taung        | Greater Taung Local Municipality       | NW394 | Taung            | 182.164               | 177.642               | 5.635        | Dr Ruth Segomotsi Mompati |
| Lekwa-Teemane        | Lekwa-Teemane Local Municipality       | NW396 | Christiana       | 42.967                | 53.248                | 3.681        | Dr Ruth Segomotsi Mompati |
| Kagisano-Molopo      | Kagisano-Molopo Local Municipality     | NW397 | Ganyesa          | 88.780                | 105.789               | 23.827       | Dr Ruth Segomotsi Mompati |
| Ventersdorp1         | Ventersdorp Local Municipality         | NW401 | Ventersdorp      | 43.078                | 56.702                | 3.764        | Dr Kenneth Kaunda         |
| Tlokwe City Council1 | Tlokwe City Council Local Municipality | NW402 | Potchefstroom    | 128.353               | 162.762               | 2.674        | Dr Kenneth Kaunda         |
| City of Matlosana    | City of Matlosana Municipality         | NW403 | Klerksdorp       | 359.202               | 398.676               | 3.561        | Dr Kenneth Kaunda         |
| Maquassi Hills       | Maquassi Hills Local Municipality      | NW404 | Wolmaransstad    | 69.037                | 77.794                | 4.643        | Dr Kenneth Kaunda         |

1 2016 zur Gemeinde Tlokwe/Ventersdorp, heute JB Marks (NW405), zusammengelegt.